# Dicranomyia trilobula
Dicranomyia trilobula är en tvåvingeart som först beskrevs av Alexander 1958.  Dicranomyia trilobula ingår i släktet Dicranomyia och familjen småharkrankar.
Artens utbredningsområde är Madagaskar. Inga underarter finns listade i Catalogue of Life.